# دم حقيقي

شعار المسلسل.

دم حقيقي (True Blood) هو مسلسل دراما من إنشاء وإنتاج آلان بول، مستوحى من سلسلة كتب ألغاز ماصي دماء الجنوب (The Southern Vampire Mysteries) للكاتبة تشارلين هاريس. أحداثه تقع في عالم يعيش فيه مصاصي الدماء في العلن، ويتبع حياة نادلة تخاطرية تدعى «سوكي ستاكهاوس» في بلدة خيالية بولاية لويزيانا.
عرض المسلسل لأول مرة في 7 سبتمبر، 2008 على قناة HBO في الولايات المتحدة. تلقى المسلسل مراجعات إيجابية وترشح لعدة جوائز من ضمنها جائزة غولدن غلوب وجائزة إيمي.
الموسم السابع والأخير بدأ عرضه في 22 يونيو، 2014 وانتهى في 24 أغسطس.

## وصلات خارجية
- دم حقيقي على موقع IMDb (الإنجليزية)
- دم حقيقي على موقع ميتاكريتيك (الإنجليزية)
- دم حقيقي على موقع الموسوعة البريطانية (الإنجليزية)
- دم حقيقي على موقع روتن توميتوز (الإنجليزية)
- دم حقيقي على موقع نتفليكس (الإنجليزية)
- دم حقيقي على موقع أول موفي (الإنجليزية)
- دم حقيقي على موقع كينوبويسك (الروسية)
- دم حقيقي على موقع ألو سيني (الفرنسية)
- دم حقيقي على موقع قاعدة بيانات الفيلم (الإنجليزية)